# GMA Network
GMA Network, Inc. (běžně známý jako GMA) je filipínská mediální společnost se sídlem v Dilimanu v Quezon City. Je primárně zapojena do rozhlasového a televizního vysílání, přičemž dceřiné společnosti se zabývají různými podniky souvisejícími s médii. Většina jeho zisků pochází z reklamních a marketingových příjmů spojených s televizní distribucí.
Společnost byla založena v roce 1950 jako první rozhlasová stanice. Vlastní a provozuje dvě národní televizní sítě (GMA Network a GMA News TV), dvě národní rozhlasové stanice (Super Radyo DZBB 594 kHz a Barangay LS 97.1), dvě regionální rozhlasové sítě (Super Radyo a Barangay FM) a tři mezinárodní kanály (GMA Pinoy TV, GMA Life TV a GMA News TV International).

## Televizní kanály

### Národní
Aktuální
- GMA
- GMA News TV
- Fox Filipino

Bývalý
- Channel V Philippines
- Citynet Television
- QTV/Q

### Mezinárodní
- GMA Pinoy TV
- GMA Life TV
- GMA News TV International

## Rozhlasové stanice

### Super Radyo
- DZBB 594 (Manila)
- DZSD 1548 (Dagupan)
- DYSP 909 (Puerto Princesa)
- DYSI 1323 (Iloilo)
- DYSB 1179 (Bacolod)
- DYSS 999 (Cebu)
- DXRC 1287 (Zamboanga)
- DXGM 1125 (Davao)

### Barangay FM
- DWLS 97.1 (Manila)
- DWRA 92.7 (Baguio)
- DWTL 93.5 (Dagupan)
- DWWQ 89.3 (Tuguegarao)
- DWQL 91.1 (Lucena)
- DYHY 97.5 (Puerto Princesa)
- DWCW 96.3 (Naga)
- DYMK 93.5 (Iloilo)
- DYEN 107.1 (Bacolod)
- DYRT 99.5 (Cebu)
- DXLX 100.7 (Cagayan de Oro)
- DXRV 103.5 (Davao)
- DXCJ 102.3 (General Santos)

## Dceřiné společnosti a divize

### Dceřiné společnosti
- Alta Productions Group, Inc.
- Citynet Network Marketing and Productions, Inc.
- Digify, Inc.
- GMA International
- GMA Network Films, Inc. (GMA Pictures)
- GMA New Media
- GMA Worldwide, Inc.
- MediaMerge Corporation
- RGMA Marketing and Productions (GMA Music)
- Scenarios, Inc.
- Script2010, Inc.

### Divize
- GMA Artist Center
- GMA Entertainment Group
- GMA Kapuso Foundation
- GMA News and Public Affairs
- GMA Nationwide
- GMA Regional TV
- Radio GMA (RGMA)